# أدولف جاست
أدولف جاست (بالألمانية: Adolf Just)‏ هو طبيب ألماني، ولد في 8 أغسطس 1859 في Lüthorst ‏ في ألمانيا، وتوفي في 20 يناير 1936 في بلانكنبورغ في ألمانيا.